# Llanura atlántica

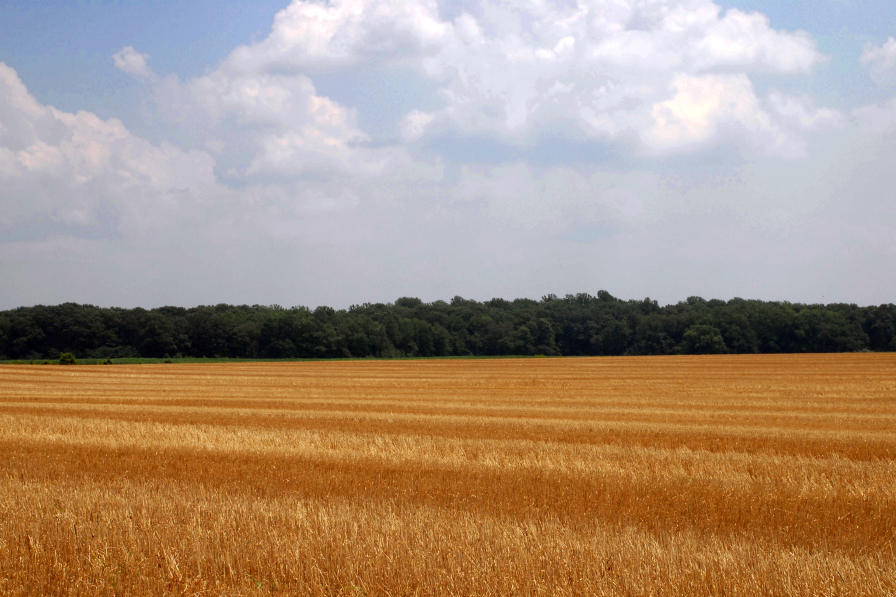
Campo de trigo cerca de Centerville en la costa este de Maryland, con un terreno llano típico de la llanura atlántica.

La llanura atlántica es una de las ocho regiones fisiográficas de los Estados Unidos. 
La costa atlántica de los Estados Unidos comprende los estados costeros de Delaware, Florida, Georgia, Maine, Maryland, Nueva Jersey, Nueva York, Carolina del Norte, Carolina del Sur, Virginia y Puerto Rico. Las tierras adyacentes a la costa atlántica están formadas por playas, marismas, bahías e islas barrera. Esta división principal consta de las provincias fisiográficas de la plataforma continental y las llanuras costeras. Estas últimas se extienden a lo largo de 2200 millas (3540,5 km) de longitud desde el cabo Cod en Massachusetts hasta la frontera con México y hacia el sur otras 1000 millas (1609,3 km) hasta la península de Yucatán. La Costa Este central y sur se caracteriza por costas de barrera y valles sumergidos. La llanura costera del Atlántico presenta barreras casi continuas interrumpidas por graos, grandes bahías con rías y extensos humedales y ciénagas. La llanura atlántica se inclina suavemente hacia el mar desde las tierras altas del interior en una serie de terrazas. Esta suave pendiente continúa hacia el Atlántico y el golfo de México, formando la plataforma continental. El relieve en la interfaz tierra-mar es tan bajo que el límite entre ellos a menudo es borroso e indistinto, especialmente a lo largo de tramos de los pantanos de Luisiana y los Everglades de Florida.

## Descripción

La llanura costera del Atlántico cubre partes de Massachusetts, Rhode Island, Nueva York, Nueva Jersey, Pensilvania, Delaware, Maryland, el Distrito de Columbia, Virginia, Carolina del Norte, Carolina del Sur, Georgia y Florida (Alabama es parte de la llanura costera del Golfo).

Se extiende 2200 millas (3540,5 km) desde el ancón de Nueva York hacia el sur hasta una sección de Georgia/Florida de la división continental oriental, que delimita la llanura desde la cuenca conjunta de los ríos Apalachicola, Chattahoochee y Flint en la llanura costera del golfo hacia el oeste. La provincia limita al oeste con la zona de fallas de la costa atlántica y la meseta del Piedmont, al este con el océano Atlántico y al sur con la sección fisiográfica de Florida. La región del archipiélago de las Outer Lands forma la extensión insular más al noreste de la llanura costera del Atlántico.
La elevación promedio de la región es de menos de 900 metros sobre el nivel del mar y se extiende entre 50 y 100 kilómetros tierra adentro desde el océano. Se compone principalmente de roca sedimentaria y sedimentos no litificados y el terreno se utiliza principalmente para la agricultura. La llanura atlántica incluye la región de Carolina Sandhills, así como las provincias fisiográficas de Embayed y Sea Island. La llanura costera del Atlántico a veces se subdivide en regiones del norte y del sur, específicamente las llanuras costeras del Atlántico Medio y del Atlántico Sur.

## Geología
La llanura atlántica está sumergiendo suavemente sedimentos mesozoicos y cenozoicos no deformados, con la cuña sedimentaria engrosándose hacia el mar, alcanzando un espesor máximo de aproximadamente 3 kilómetros (10,000 ft) en las cercanías del cabo Hatteras, Carolina del Norte.